# Man lever bara en gång
Man lever bara en gång (originaltitel: You Only Live Once) är en amerikansk film från 1937 i regi av Fritz Lang.
Filmen blev på grund av sina våldsskildringar kontroversiell redan innan premiären och filmbolaget klippte bort ett flertal scener från ett bankrån i filmen. I Sverige blev den första kopian som granskades totalförbjuden. Filmen fick svensk premiär 1939 sedan 100 meter film klippts bort.

## Rollista
- Sylvia Sidney - Joan "Jo" Graham
- Henry Fonda - Eddie Taylor
- Barton MacLane - Stephen Whitney
- Jean Dixon - Bonnie Graham
- William Gargan - Father Dolan
- Jerome Cowan - Hill
- Margaret Hamilton - Hester